# Anthicinae
Anthicinae – podrodzina chrząszczy z podrzędu wielożernych i rodziny nakwiatkowatych.

## Morfologia i występowanie
Chrząszcze o kilkumilimetrowej długości ciele. Głowa ich cechuje się całobrzegimi oczami złożonymi, jedno- lub dwuzębnymi wierzchołkami żuwaczek, wierzchołkowym członem głaszczków szczękowy o formie trójkątnej lub wrzecionowatej i 11-członowymi, najczęściej niezmodyfikowanymi czułkami. Szew czołowo-nadustkowy może być w pełni rozwinięty, zredukowany do postaci poprzecznego wcisku lub całkiem zanikły. Wąska i gładka szyja ma szerokość wynoszącą nie więcej niż ćwierć szerokości głowy. Przedplecze odznacza się wyraźną bruzdą przednasadową (łac. sulcus antebasalis). Punktowanie powierzchni pokryw u większości gatunków jest zaburzone. Panewki bioder przedniej pary odnóży są zamknięte od strony wewnętrznej albo od strony zewnętrznej. Śródpiersie ma kształt trójkątny do poprzecznego i oddzielone jest od mesepisternitów wyraźnymi szwami. Rozbieżny wyrostek międzybiodrowy rozdziela biodra tylnej pary odnóży na umiarkowaną lub dużą szerokość. Odnóża mają golenie o krótkich ostrogach, a stopy zwieńczone niezmodyfikowanymi pazurkami. Narządy genitalne samców zbudowane mają zwykle fallobazę niezlaną z tegmenem. U samic koksyt pokładełka jest zbudowany z jednego segmentu lub nie w pełni dwuczłonowany.
Podrodzina kosmopolityczna. W Polsce stwierdzono 16 gatunków z 6 rodzajów (zobacz: nakwiatkowate Polski).

## Taksonomia
Takson ten wprowadzony został w 1809 roku przez Pierre’a-André Latreille’a pod nazwą Anthicites. Obejmuje 4 plemiona oraz 5 rodzajów niesklasyfikowanych w żadnym z nich:
- plemię: Anthicini Latreille, 1819
- plemię: Endomiini Kaszab, 1956
- plemię: Formicomini Bonadona, 1974
- plemię: Microhoriini Bonadona, 1974
- plemię: incertae sedis
  - Acanthinus LaFerté-Sénectère, 1849
  - Floydwernerius Telnov, 2003
  - Micranthicus Champion, 1895
  - Pseudocyclodinus Telnov, 2003
  - Tanarthrus LeConte, 1851
  - Vacusus Casey, 1895

Z obejmującego 5 rodzajów zapisu kopalnego podrodzina ta znana jest od eocenu, z inkluzji w bursztynie.